# Рубинский, Константин Иванович
Константин Иванович Рубинский (13 мая 1860, Балта — 2 декабря 1930, Харьков) — российский, советский и украинский библиограф, библиотекарь, библиотековед, переводчик и преподаватель, кандидат исторических наук (1885).

## Биография
Родился 13 мая 1860 года в Балте (по другим данным в Пензе). В 1879 году поступил на историко-филологический факультет Императорского Харьковского университета, который он окончил в 1884 году, в том же году поступил на соискание учёной степени там же и в 1885 году был удостоен учёной степени кандидата исторических наук. Был принят на работу в Харьковскую гимназию, впоследствии работал в Пензенском реальном училище в этой должности. В 1883 году вернулся в Харьковский государственный университет, где он работал помощником библиотекаря, затем библиотекарем и в конце концов был избран на должность директора библиотеки. В университете проработал вплоть до своей смерти.
Скончался 2 декабря 1930 года в Харькове.

## Научные работы
Основные научные работы посвящены библиотековедению, а также подготовке библиотекарей и переводов с французского на украинский язык. Автор свыше 145 научных работ.
- Раскрыл проблемы отечественного библиотековедения на основе сравнительного анализа его состояния с зарубежным библиотековедением.
- Ставил вопросы организации библиотечного дела и создания системы библиотечного образования.